# Richard Sánchez
Richard Sánchez (Mission Hills, 5 april 1994) is een Mexicaans-Amerikaans voetballer die dienstdoet als doelman. Hij verruilde in juli 2014 FC Dallas voor Club Tigres.

## Clubcarrière
Sánchez zat sinds 2009 in de jeugdopleiding van FC Dallas en tekende op 18 februari 2011 een contract bij het eerste team. Daarmee werd hij de zesde speler uit de jeugdopleiding van de club die een contract tekende bij het eerste team. Op 23 juli 2013 werd hij verhuurd aan Fort Lauderdale Strikers uit de North American Soccer League, het tweede niveau in de Verenigde Staten. Hij maakte zijn debuut op 2 augustus 2013 tegen de New York Cosmos. Na veertien competitiewedstrijden, waarin hij in drie wedstrijden de nul hield, keerde hij terug bij FC Dallas.
Op 24 juni 2014 tekende Sánchez bij het Mexicaanse Club Tigres. Hij maakte zijn debuut in een vriendschappelijke wedstrijd tegen San Antonio Scorpions.